# Presjeka (Višegrad, BiH)
Presjeka je naseljeno mjesto u općini Višegrad, Republika Srpska, BiH.

## Stanovništvo
Nacionalni sastav stanovništva 1991. godine, bio je sljedeći:
| Narod     | Broj stanovnika |
| --------- | --------------- |
| Muslimani | 41              |
| Srbi      | 4               |
| Ukupno    | 45              |